# Beton-Bazoches
Beton-Bazoches ist eine französische Gemeinde in der Region Île-de-France. Sie gehört zum Département Seine-et-Marne, zum Arrondissement Provins und zum Kanton Provins (bis 2015 Kanton Villiers-Saint-Georges). Die Bewohner nennen sich Bétonais.

## Geografie
Die Gemeinde grenzt im Nordwesten an Chevru, im Nordosten an Leudon-en-Brie, im Osten an Courtacon, im Südosten an Champcenest, im Süden an Bezalles, im Südwesten an Boisdon und im Westen an Frétoy.
Die Route nationale 4 und vormalige Route nationale 304 sowie der Aubetin passieren Beton-Bazoches.
Neben der Hauptsiedlung befinden sich auch die Weiler La Groue, La Clottée, Fontaine-du-Mont, Les Hayottes, Fortail und La Hante. Den letztgenannten teilt Beton-Bazoches mit Leudon-en-Brie.

## Bevölkerungsentwicklung
| Jahr      | 1962 | 1968 | 1975 | 1982 | 1990 | 1999 | 2008 | 2014 |
| --------- | ---- | ---- | ---- | ---- | ---- | ---- | ---- | ---- |
| Einwohner | 632  | 549  | 557  | 538  | 633  | 700  | 762  | 877  |

## Sehenswürdigkeiten
Siehe auch: Liste der Monuments historiques in Beton-Bazoches
- Waschhaus aus dem 19. Jahrhundert
- Kirche Saint-Denis, Monument historique seit 1930
- Ehemalige Markthalle aus dem 16. Jahrhundert
- Mühlstein

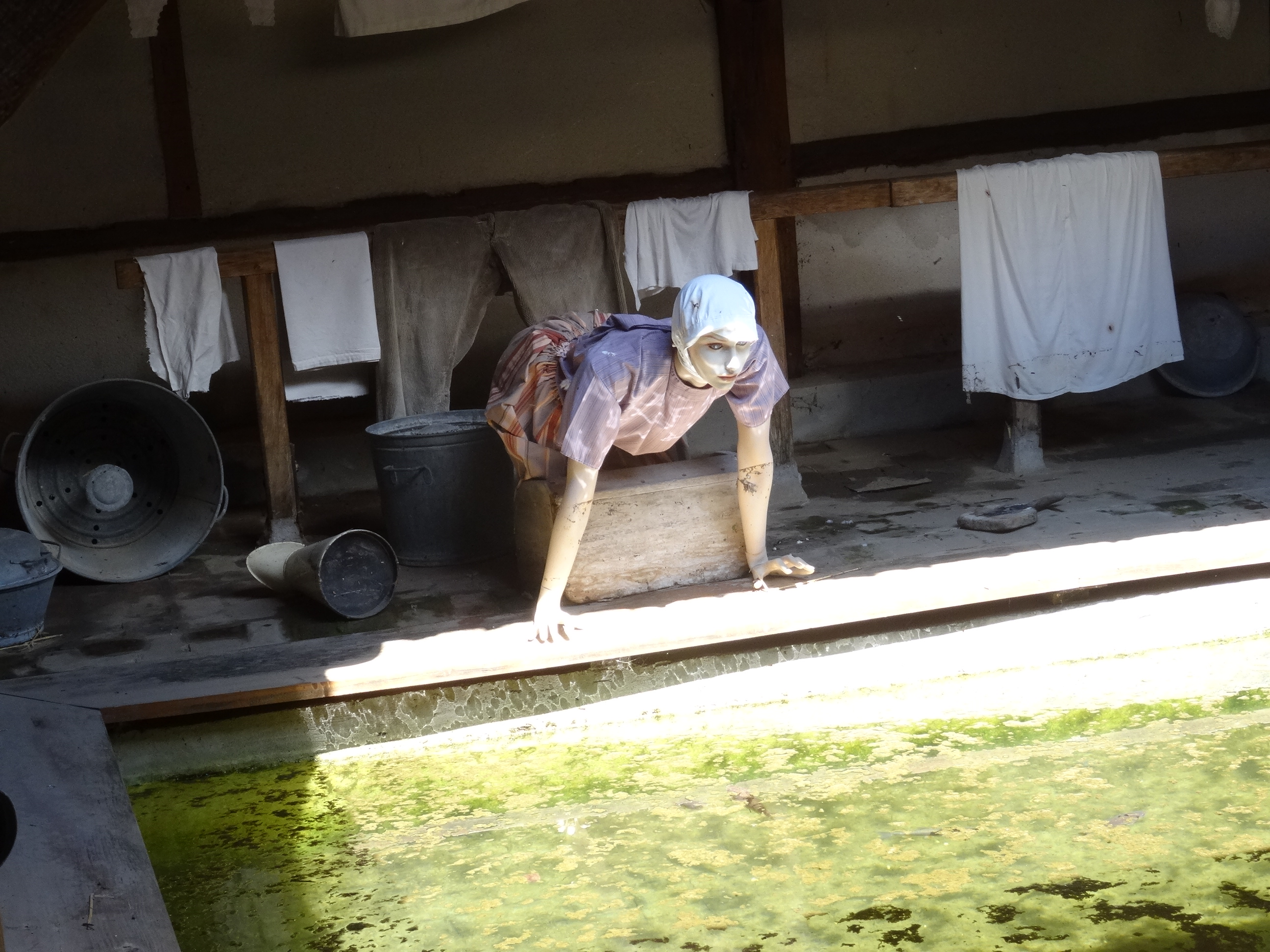
Waschhaus
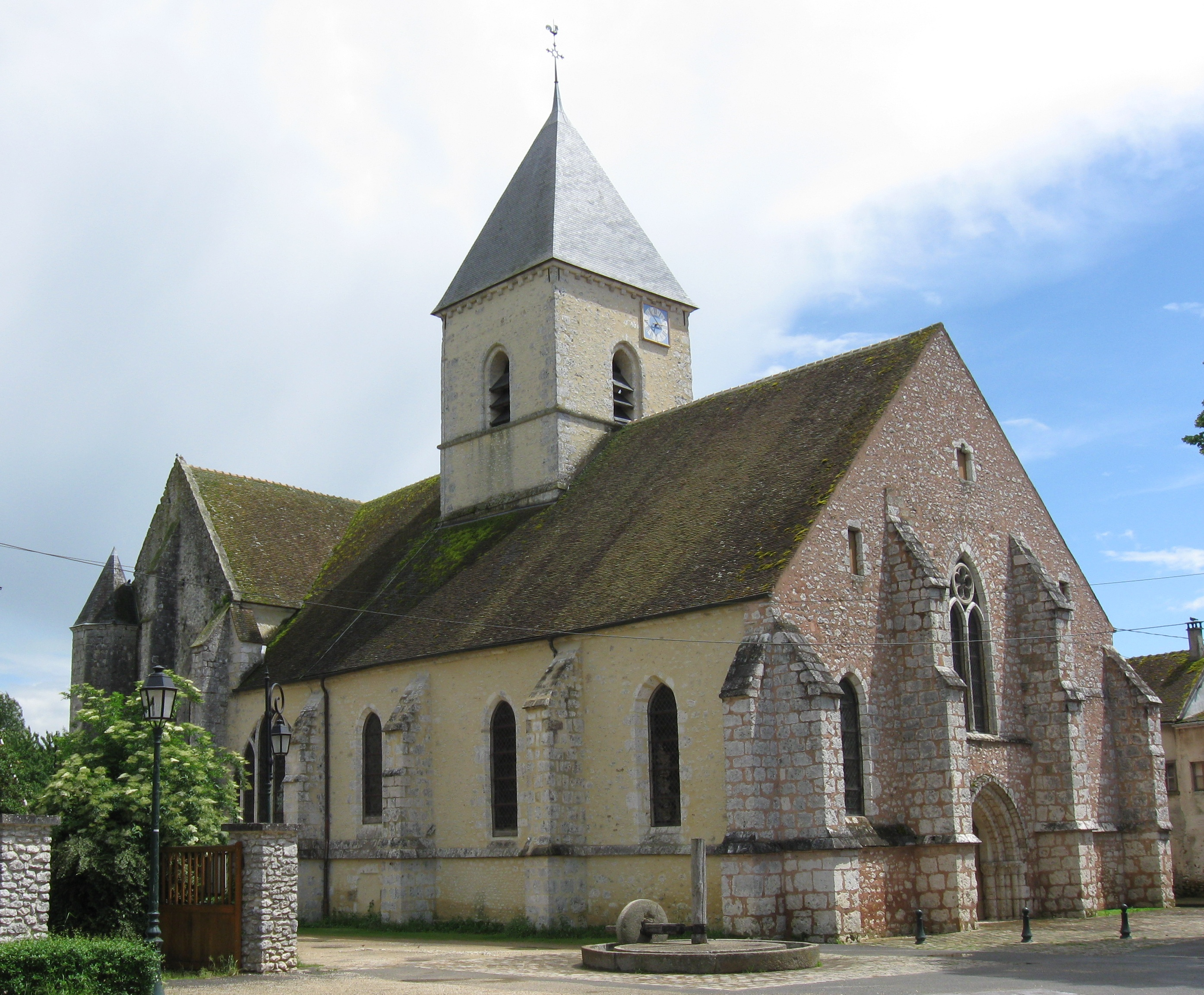
Kirche Saint-Denis
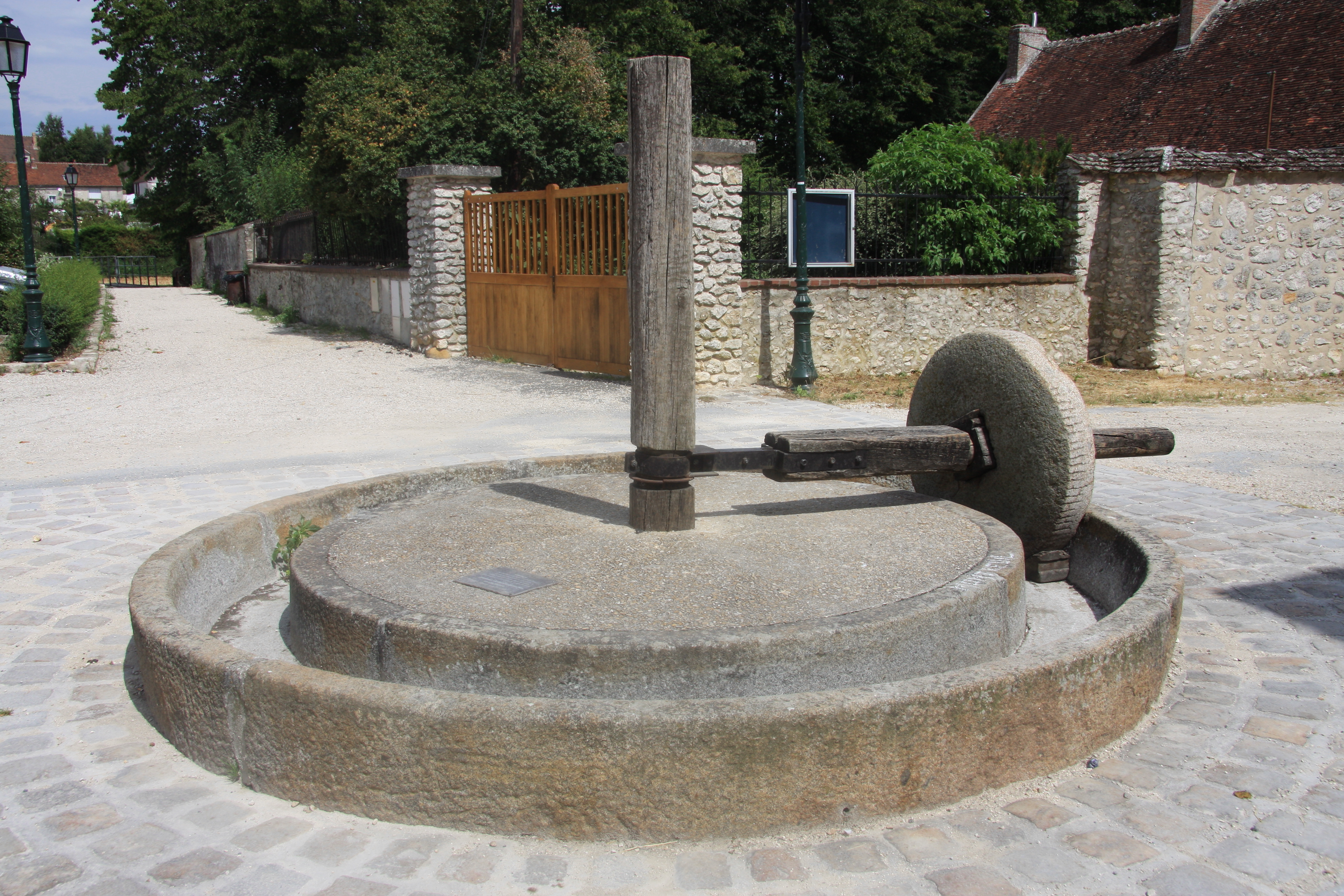
Mühlstein